# 瀬戸神社
瀬戸神社（せとじんじゃ）は、神奈川県横浜市金沢区瀬戸にある神社。瀬戸三島明神とも呼ばれる。旧社格は郷社。現在は宗教法人となり、神奈川県神社庁の献幣使参向神社となっている。

## 由緒・歴史
古代、現在の泥亀町から釜利谷東にわたる一帯は入り江となっており、現在当社のある辺りの狭い水路によって平潟湾につながっていた。この水路は罪穢を流し去る神聖な場所として、海神が祀られるようになった。
境内やその周辺は縄文時代以来人類が生活していた場所で、「瀬戸神社旧境内地内遺跡」と呼ばれている。1987年（昭和62年）以来の幾度かの発掘調査で、縄文海進期の波蝕台や縄文土器（縄文早期）、古墳時代の土師器や貝塚、室町時代から江戸時代にいたる貝塚や陶磁器、遺構などが発掘されている。
治承4年（1180年）、源頼朝は伊豆で挙兵した際に加護をもらった伊豆三島明神（現：三嶋大社）をこの地に勧請し、社殿を建立した。これが今日に至る瀬戸神社の創建である。
室町時代には、鎌倉公方が瀬戸神社を参拝する慣例があり、『鎌倉年中行事』にも4月8日を恒例の参拝日として記述している。

## 祭神
祭神は主神が大山祇神。伊予国大三島の大山祇神社、伊豆国三嶋大社と同神で、別名を「渡しの大神」と言う。
他に配神として須佐之男命、菅原道真公など11柱。
- 須佐之男命（天王様） – 本来は牛頭天王
- 菅原道真公（天神様）
- 伊邪那岐命
- 伊邪那美命
- 速玉男命
- 倉稲魂命
- 天照皇大神
- 猿田彦命
- 味耕高彦根命
- 建御名方命
- 木花咲耶姫命
- 菊理姫命
- 徳川家康公（東照大権現）

## 祭事
- 歳旦祭（鶏鳴神事）：1月1日
- 祈年祭（春祭り）：春分の日
- 例祭（琵琶湖神社渡御・神楽）：5月15日
- 天王祭：7月第1日曜〜第2日曜
- 新嘗祭：11月23日
- 歳の市：12月8日

## 文化財
重要文化財（国指定）
- 木造舞楽面：鎌倉時代初期の作品で、「陵王」と「抜頭」（ばとう）の2面がある。2000年（平成12年）12月4日指定。

横浜市指定有形文化財
- 木造神像 7躯：1988年（昭和63年）指定。
- 木造守門神坐像 阿形・吽形像：2001年（平成13年）指定。

## 境内社
- 琵琶島神社（琵琶島弁財天）[2]- 瀬戸神社前の海上に浮かぶ琵琶島（横浜市登録地域史跡）[6]にある。瀬戸神社の創建後、北条政子が頼朝にならって竹生島弁財天を勧請したという[7]。

## 交通
最寄駅は京浜急行電鉄・横浜シーサイドラインの「金沢八景駅」で、瀬戸神社までの所要時間はともに徒歩5分程となっている。

## 関連文献
- 斎藤長秋 編「巻之二 天璇之部 瀬戸明神社」『江戸名所図会』 一、有朋堂書店、1927年、647-649頁。NDLJP:1174130/329。
- 斎藤長秋 編「巻之二 天璇之部 瀬戸弁財天」『江戸名所図会』 一、有朋堂書店、1927年、652,653,656頁。NDLJP:1174130/332。